# Sistema Electrónico para la Autorización de Viajes

Logo del sistema ESTA

ESTA (del inglés, Electronic System for Travel Authorization) es el Sistema Electrónico para la Autorización de Viaje, un sistema automatizado que determina la elegibilidad de los visitantes para viajar a los Estados Unidos bajo el Programa de Exención de Visa.
El Departamento de Seguridad Nacional (DHS, Department of Homeland Security) de EE. UU. ha anunciado el Sistema ESTA como nuevo requisito para viajar a los Estados Unidos como parte del Programa de exención de visa (VWP, por su sigla en inglés).
El Sistema electrónico para autorización de viajes estuvo disponible en línea a partir del 1º de agosto de 2008 para obtener con antelación la autorización para viajar a los Estados Unidos en el marco del Programa de exención de visa.
El Sistema Electrónico para la Autorización de Viajes reemplaza a los formularios I-94W que se rellenaban en el avión o barco antes de entrar a Estados Unidos.
Esta es un sistema informatizado automático que determina si el candidato puede viajar a Estados Unidos por vía aérea o marítima.
El ESTA solo se requiere si se viaja por aire o por mar. No se requiere si se llega por tierra (pero debe rellenarse el formulario I-94W en el punto fronterizo de entrada) o en transbordadores locales, como entre Columbia Británica (Vancouver y Victoria) y el estado de Washington.
A partir del 12 de enero de 2009, las personas que aún utilicen el Programa de exención de visa para viajar a los Estados Unidos deberán contar con la aprobación del sistema ESTA para poder abordar un vuelo hacia dicho país.
A partir del 8 de septiembre de 2010, para todo los viajeros que utilicen el programa ESTA será obligatorio pagar una tasa de 14 USD al entrar en Estados Unidos.
Los españoles que deseen viajar a Estados Unidos por turismo o negocios cuya estancia en Estados Unidos sea igual o inferior a 90 días, pueden optar a tramitar una Solicitud ESTA.

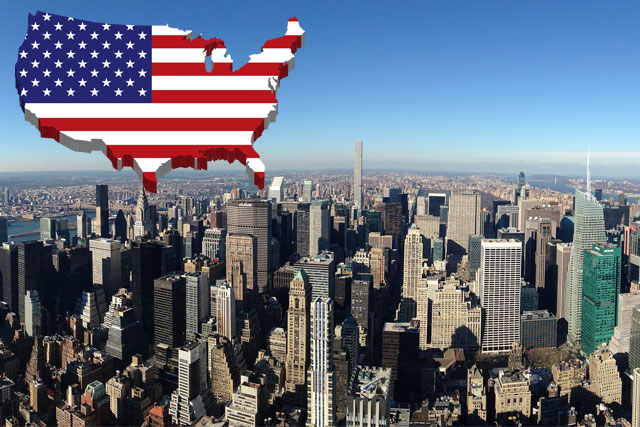
Viajar a Estados Unidos

Es un requisito para poder ingresar a los Estados Unidos por aire o mar a partir del 12 de enero de 2009. Debe realizarse por los menos 72 horas antes de emprender el viaje.
El sistema requiere contestación a unas preguntas estándar y a los datos personales del solicitante.
Tiene una vigencia de dos años o hasta que el pasaporte del propietario expire.
El proceso para obtener la autorización es muy simple y el trámite se realiza por Internet.
La respuesta es automatizada e inmediata. En caso de no obtener una respuesta positiva, es posible solicitar un Visado USA.

## Países exentos de visa
Para noviembre de 2019, 39 países participan en el Programa de exención de visa. Los visitantes pueden permanecer durante 90 días en los Estados Unidos, lo que también incluye el tiempo que pasan en Canadá, México, Bermudas o las islas del Caribe si la llegada es a través de los Estados Unidos. El ESTA solo se requiere si se llega en avión o crucero. A los titulares de ESTA que son ciudadanos con doble nacionalidad de Irán, Irak, Sudán y Siria se les revoca, y se les pide que soliciten una visa de turista regular en una embajada de los Estados Unidos. Los titulares de ESTA que hayan viajado a Cuba, Irán, Irak, Libia, Corea del Norte, Somalia, Sudán, Siria o Yemen a partir del 1 de marzo de 2011 no recibirán la revocación de su ESTA, pero se les negará la entrada si el CBP descubre su viaje a su llegada, a menos que califiquen para una exención. El Secretario de Seguridad Nacional puede renunciar a estas restricciones si determina que dicha exención está en cumplimiento de la ley o los intereses de seguridad nacional de los Estados Unidos. Dichas exenciones se otorgarán solo caso por caso. Como cuestión general, las categorías de viajeros que pueden ser elegibles para una exención incluyen individuos que viajaron a estos países en nombre de organizaciones internacionales, organizaciones regionales y gobiernos subnacionales en servicio oficial; en nombre de una ONG humanitaria de servicio oficial; o como periodista con fines informativos.
| - Alemania - Andorra - Australia - Austria - Bélgica - Brunéi - Chile - Croacia - Corea del Sur - Dinamarca - Estonia - Eslovaquia - Eslovenia - España | - Finlandia - Francia - Grecia - Hungría - Islandia - Irlanda - Italia - Japón - Letonia - Liechstenstein - Lituania - Luxemburgo - Malta | - Monaco - Nueva Zelanda - Noruega - Países Bajos - Polonia - Catar - Portugal - República Checa - Reino Unido - San Marino - Singapur - Suecia - Suiza - Taiwán |

## Dónde llenar la solicitud del ESTA
La solicitud ESTA se completa en línea a través del sitio web oficial del Departamento de Seguridad Nacional de EE. UU. Es importante tener en cuenta que las solicitudes sólo se pueden completar en el sitio web oficial para evitar fraudes o problemas de validación.

## Información necesaria para solicitar un ESTA
Cuando complete su solicitud ESTA, deberá proporcionar cierta información personal y de viaje. Aquí hay una lista de los datos que necesitará:
- Información biográfica: nombre completo, fecha de nacimiento, género.
- Pasaporte: número de pasaporte, país emisor, fecha de emisión y fecha de vencimiento.
- Datos de contacto: dirección y número telefónico.
- Información sobre tu empleo actual o anterior.
- Detalles del viaje: aeropuerto de salida, aerolínea y número de vuelo.

Puede encontrar más información necesaria para solicitar ESTA, en la sección de preguntas frecuentes del sitio web oficial del Departamento de Seguridad Nacional de EE. UU.